# لين دالبي
لين دالبي (بالإنجليزية: Lynn Dalby)‏ هي ممثلة بريطانية، ولدت في 17 فبراير 1947 في هاروغيت في المملكة المتحدة.

## وصلات خارجية
- لين دالبي على موقع IMDb (الإنجليزية)
- لين دالبي على موقع قاعدة بيانات الفيلم (الإنجليزية)